# Az 1936. évi téli olimpia magyarországi résztvevőinek listája
Az 1936. évi téli olimpiai játékokon a magyar csapat tagjaként 22 férfi és 3 női sportoló vett részt. Az olimpia műsorán szereplő nyolc sportág ill. szakág közül ötben indult magyar versenyző. A magyarországi résztvevők száma az egyes sportágakban ill. szakágakban a következő (zárójelben a magyar indulókkal rendezett versenyszámok száma, kiemelve az egyes oszlopokban előforduló legmagasabb érték, vagy értékek):
| Sportág, szakág      | Helyezések száma | Helyezések száma | Helyezések száma | Helyezések száma | Helyezések száma | Helyezések száma | Olimpiai pont | Magyar résztvevő | Magyar résztvevő | Magyar résztvevő |
| Sportág, szakág      | 1.               | 2.               | 3.               | 4.               | 5.               | 6.               | Olimpiai pont | Férfi            | Nő               | Össz.            |
| alpesisí (1)         | 0                | 0                | 0                | 0                | 0                | 0                | 0             | 4                | 0                | 4                |
| északi összetett (1) | 0                | 0                | 0                | 0                | 0                | 0                | 0             | 2                | 0                | 2                |
| jégkorong (1)        | 0                | 0                | 0                | 0                | 0                | 0                | 0             | 13               | 0                | 13               |
| gyorskorcsolya (3)   | 0                | 0                | 0                | 0                | 0                | 0                | 0             | 1                | 0                | 1                |
| műkorcsolya (3)      | 0                | 0                | 1                | 0                | 0                | 0                | 4             | 4                | 3                | 7                |
|                      |                  |                  |                  |                  |                  |                  |               |                  |                  |                  |
| Összesen             | 0                | 0                | 1                | 0                | 0                | 0                | 4             | 22               | 3                | 25               |

## ABC-rendi bontás
A következő táblázat ABC-rendben sorolja fel azokat a magyarországi sportolókat, akik az olimpián részt vettek. Lásd még: sportágankénti ill. szakágankénti bontás.
| Ábécé szerinti tartalomjegyzék                                                                           |
| --- |
| A, Á B C Cs D Dz Dzs E, É F G Gy H I, Í J K L Ly M N Ny O, Ó Ö, Ő P Q R S Sz T Ty U, Ú Ü, Ű V W X Y Z Zs |

| Sportoló | Sportág, szakág | Versenyszám | Helyezés (elért eredmény) |

## B
| Balatoni Levente | alpesisí    | férfi alpesi összetett | visszalépett |
| Barcza Miklós    | jégkorong   | férfi csapat           | 7. hely      |
| Botond von Éva   | műkorcsolya | női egyéni             | 15. hely     |

## Cs
| Csák István | jégkorong | férfi csapat           | 7. hely          |
| Csík Imre   | alpesisí  | férfi alpesi összetett | 30. hely (72,24) |

## F
| Farkas Mátyás | jégkorong | férfi csapat | 7. hely |

## G
| Gergely András | jégkorong | férfi csapat | 7. hely |
| Gergely László | jégkorong | férfi csapat | 7. hely |

## H
| Háray Béla       | jégkorong      | férfi csapat | 7. hely            |
| Helmeczi Frigyes | jégkorong      | férfi csapat | 7. hely            |
| Hídvéghy László  | gyorskorcsolya | 1500 méter   | 25. hely (2:29,0)  |
| Hídvéghy László  | gyorskorcsolya | 5000 méter   | 17. hely (8:53,2)  |
| Hídvéghy László  | gyorskorcsolya | 10 000 méter | 14. hely (18:04,0) |

## J
| Jeney Zoltán | jégkorong | férfi csapat | 7. hely |

## K
| Kővári Károly | alpesisí         | férfi alpesi összetett | 27. hely (75,05) |
| Kővári Károly | északi összetett | egyéni                 | feladta          |

## M
| Magyar Sándor    | jégkorong | férfi csapat | 7. hely |
| Miklós Sándor    | jégkorong | férfi csapat | 7. hely |
| Monostori Ferenc | jégkorong | férfi csapat | 7. hely |

## P
| Pataky Dénes | műkorcsolya | férfi egyéni | 9. hely |

## R
| Róna László   | jégkorong   | férfi csapat | 7. hely |
| Rotter Emília | műkorcsolya | páros        | Bronz   |

## Sz
| Szalay László       | alpesisí         | férfi alpesi összetett | 19. hely (79,68) |
| Szalay László       | északi összetett | egyéni                 | feladta          |
| Szamosi Ferenc      | jégkorong        | férfi csapat           | 7. hely          |
| Szekrényesy Attila  | műkorcsolya      | páros                  | 4. hely          |
| Szekrényesy Piroska | műkorcsolya      | páros                  | 4. hely          |
| Szollás László      | műkorcsolya      | páros                  | Bronz            |

## T
| Terták Elemér | műkorcsolya | férfi egyéni | 8. hely |

## Sportágankénti ill. szakágankénti bontás
A következő táblázat sportáganként sorolja fel azokat a magyarországi sportolókat, akik az olimpián részt vettek. Lásd még: ABC-rendi bontás.
| Alpesisí | Északi összetett | Gyorskorcsolya | Jégkorong | Műkorcsolya |

| Versenyszám | Sportoló | Helyezés (elért eredmény) |

## Alpesisí
Négy magyarországi versenyző volt egy versenyszámban.
| férfi alpesi összetett | Balatoni Levente | visszalépett     |
| férfi alpesi összetett | Csík Imre        | 30. hely (72,24) |
| férfi alpesi összetett | Kővári Károly    | 27. hely (75,05) |
| férfi alpesi összetett | Szalay László    | 19. hely (79,68) |

## Északi összetett
Négy magyarországi versenyző volt egy versenyszámban.
| egyéni | Kővári Károly | feladta |
| egyéni | Szalay László | feladta |

## Gyorskorcsolya
Egy magyarországi versenyző volt három versenyszámban.
| 1500 méter   | Hídvéghy László | 25. hely (2:29,0)  |
| 5000 méter   | Hídvéghy László | 17. hely (8:53,2)  |
| 10 000 méter | Hídvéghy László | 14. hely (18:04,0) |

## Jégkorong
13 magyarországi versenyző volt egy versenyszámban.
| férfi csapat | Barcza Miklós    | 7. hely |
| férfi csapat | Csák István      | 7. hely |
| férfi csapat | Farkas Mátyás    | 7. hely |
| férfi csapat | Gergely András   | 7. hely |
| férfi csapat | Gergely László   | 7. hely |
| férfi csapat | Háray Béla       | 7. hely |
| férfi csapat | Helmeczi Frigyes | 7. hely |
| férfi csapat | Jeney Zoltán     | 7. hely |
| férfi csapat | Magyar Sándor    | 7. hely |
| férfi csapat | Miklós Sándor    | 7. hely |
| férfi csapat | Monostori Ferenc | 7. hely |
| férfi csapat | Róna László      | 7. hely |
| férfi csapat | Szamosi Ferenc   | 7. hely |

## Műkorcsolya
Hét magyarországi versenyző volt három versenyszámban.
| férfi egyéni | Pataky Dénes        | 9. hely  |
| férfi egyéni | Terták Elemér       | 8. hely  |
| női egyéni   | Botond von Éva      | 15. hely |
| páros        | Rotter Emília       | Bronz    |
| páros        | Szekrényesy Attila  | 4. hely  |
| páros        | Szekrényesy Piroska | 4. hely  |
| páros        | Szollás László      | Bronz    |